# オットー・ザルツァー
オットー・ザルツァー（Otto Salzer、1874年4月4日 - 1944年1月7日）は、1900年代から1920年のドイツのレーシングドライバーである。ダイムラー社（Daimler Motoren Gesellschaft、DMG）のワークスドライバーとして知られる。

## 経歴
1896年10月5日に錠前職人としてダイムラー社（Daimler-Motoren-Gesellschaft、DMG）に入社。
1900年1月1日から、レーシングカーと乗用車の組立部門の担当となり、それらの組み立てやテストを担当するようになる。
当時は自動車の運転教習所や運転免許試験のようなものはなく、ザルツァーは仕事の傍ら、独学で運転を学んだ。ザルツァーはゴットリープ・ダイムラーの個人的な移動のために運転手を務めることが多かったため、しばしば彼と同道した。

### トラックと馬車の長距離旅行（1898年）
1898年、ダイムラー社は自動車が馬車に対して優位性を持つことを証明するため、ダイムラー社が所在するカンシュタットからベルリンまで、トラックと馬車で8日間に渡る長距離旅行を行うことを企画する。ザルツァーはこのトラックのドライバーの運転を務めた。
馬たちは3日目には全頭が疲労困憊して動けなくなり、ザルツァーのトラックはその後もずっと走り続け、ザルツァーのみがゴールのベルリンに到達した。このことは、自動車が馬車よりも優れていることを証明するひとつの事例となった。

### レーシングドライバー
1900年にヴィルヘルム・マイバッハとパウル・ダイムラーがメルセデス・35HPを開発し、ザルツァーはこの組立や試走も担当した。カミーユ・ジェナッツィのような社外のドライバーたちに操作方法をレクチャーするのもザルツァーの役割となり、そうしている内にザルツァーは自身もレースに出たいと考えるようになった。
ダイムラーの首脳陣はザルツァーの希望に難色を示し、現在の仕事を続けるなら給与を増額するとまで言って反対した。しかし、ザルツァーの決意は固かったためダイムラー側が譲歩し、会社を去られることになるよりはよいという判断が下り、ダイムラー社はザルツァーをワークスドライバーに加えた。
こうして、1906年にベルギーで開催されたアルデンヌレースでデビューし、メルセデスチームの最初期のメンバーとなった。翌1907年には第2回フランスグランプリに参戦し、これによりメルセデスでグランプリレースに参戦した最初のドイツ人ドライバーとなる。

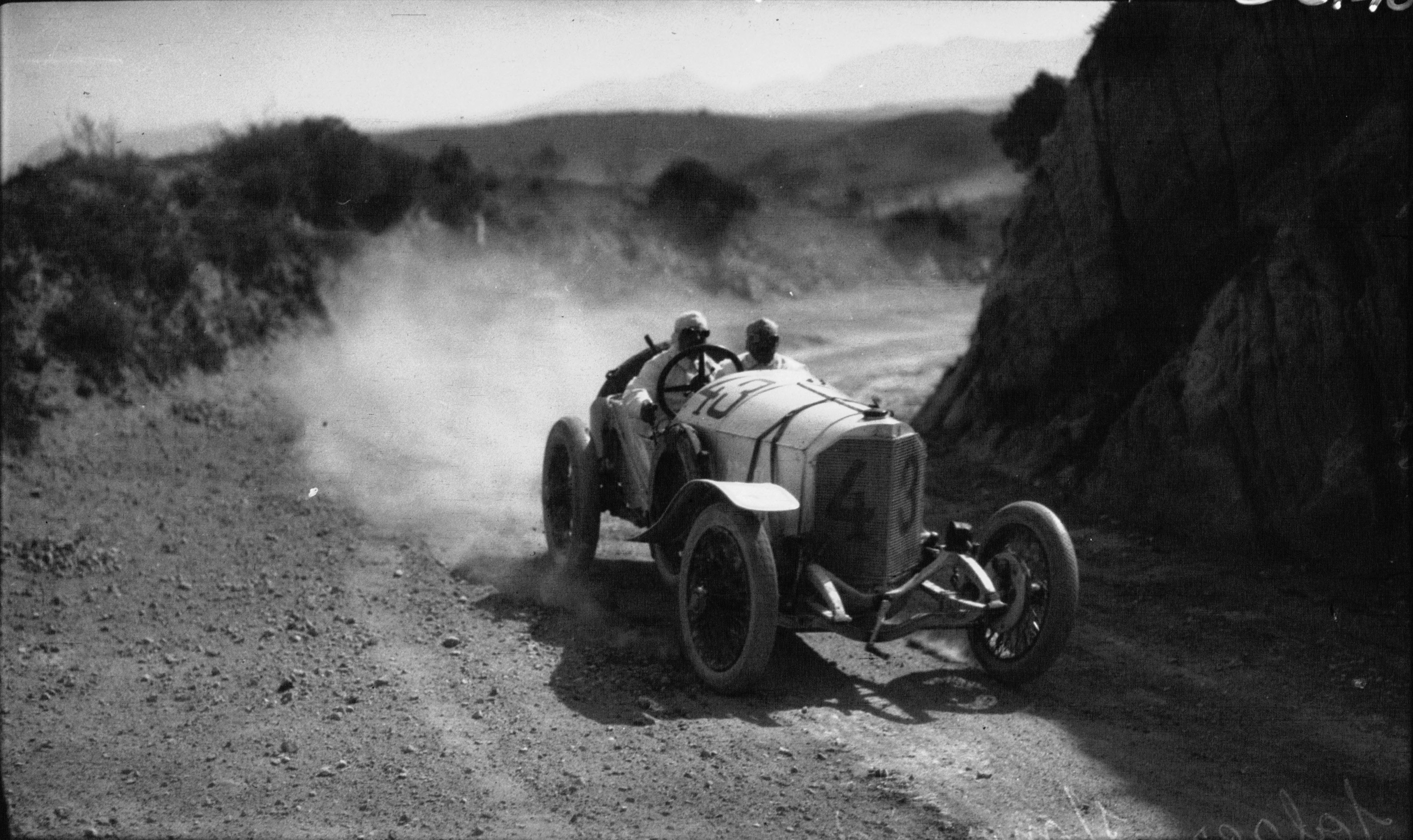
1922年タルガ・フローリオでスーパーチャージャー搭載メルセデスを駆るザルツァー。

その後、当時のドライバーとしては長期に渡って活躍し、1906年から引退する1924年まで、20年近くに渡ってダイムラー社のワークスドライバーを務めた。
この間、チームのエースとして頭角を現していくのは1906年アルデンヌのレースでザルツァーのコドライバー（ライディングメカニック）を務めていたクリスティアン・ラウテンシュラガーだったが、ザルツァー自身も1914年フランスグランプリや1922年タルガ・フローリオといった、ダイムラーにとって転機となるレースで重要な役割を担った。

### ドライバー引退後
レーシングドライバーとして引退した後も同社に留まり、市販車やレーシングカーのテスト走行や開発に貢献した。
1940年に引退し、1944年にオーバーテュルクハイムの自宅で死去した。

## レース戦績

### インディアナポリス500
| 年     | シャシー   | エンジン   | スタート | フィニッシュ |
| ------ | ---------- | ---------- | -------- | ------------ |
| 1923年 | メルセデス | メルセデス | 20       | 8            |